# Ацетилхолінові рецептори

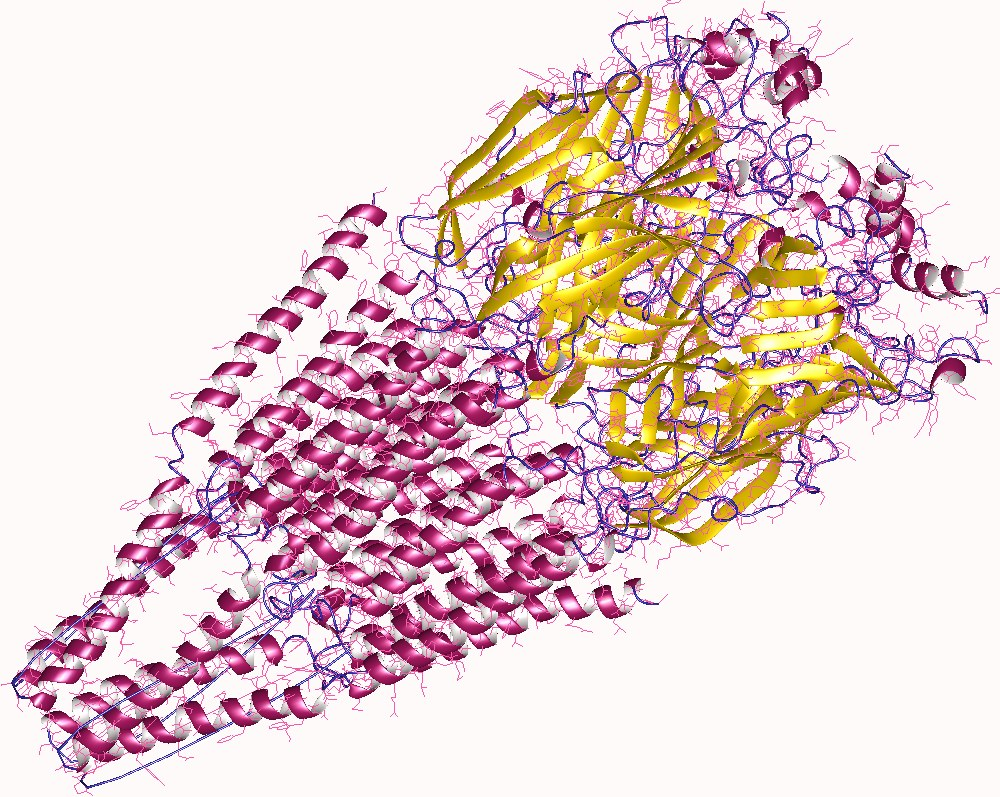
Ацетилхоліновий рецептор (нікотиновий) організму [[Скат мармуровий
|Torpedo marmorata]].

Ацетилхолінові рецептори були опосередковано описані на початку 20-го століття при дослідженні ефектів кураре. Їхнє безпосереднє дослідження розпочалось у 20-30 роки того ж століття, після того, як сполука ацетилхолін (ACh) була ідентифікована як нейромедіатор, що передає нервовий сигнал в нервово-мускульних контактах. Базуючись на спорідненості ефектів ACh та природних рослинних алкалоїдів, було виділено два загальні класи ацетілхолінових рецепторів: мускаринові та нікотинові. Загалом, мускаринові рецептори активуються мускарином та блокуються атропіном, в той час як нікотинові рецептори активуються нікотином і блокуються кураре; згодом усередині обох типів ACh-рецепторів було відкрито значну кількість підтипів. У нервово-мускульних синапсах представлені тільки нікотинові ACh-рецептори. Мускаринові рецептори знайдені в клітинах гладкої мускулатури та залоз і, разом з нікотиновими, в нервових гангліях та нейронах ЦНС.